# Dextérité manuelle
La dextérité manuelle est l'ensemble d’habiletés motrices, au niveau du membre supérieur humain et plus particulièrement de la main. 
La dextérité manuelle se divise en deux, soit la dextérité globale et la dextérité fine. La dextérité globale est principalement associée aux mouvements globaux des bras et des mains alors que la dextérité fine réfère davantage aux mouvements des doigts permettant d’intégrer de la précision et de la vitesse à notre mouvement ainsi qu’à manipuler de très petits objets. 
La dextérité est  essentielle à la réalisation d’activités de tous les jours. En effet, elle est nécessaire pour exécuter de nombreux sports (ex. : basketball où il faut savoir dribbler), jouer d’un instrument de musique, réussir aux jeux vidéo, cuisiner, etc. Elle est aussi requise pour pratiquer plusieurs métiers nécessitant de bonnes habiletés manuelles tels que la chirurgie, la mécanique ou la médecine dentaire. 
Plusieurs tests, entre autres utilisés en ergothérapie, permettent d’évaluer la dextérité manuelle dont : Purdue Pegboard Test, O’Connor Finger Dexterity Test, Stomberg Dexterity Test, O’Connor Tweezer Test, Hand-Tool Dexterity, etc.. Pour les enfants, l’outil BOT-2 permet, entre autres, d’évaluer la dextérité manuelle avec 5 tâches (Bruininks & Bruininks, 2005). Tous les tests de dextérité manuelle ont pour caractéristiques communes d’être chronométrés et d’exiger un certain niveau de précision. À vrai dire, ces tâches exigent souvent d’être en mesure de contrôler ses mouvements, d’avoir une bonne coordination œil-main, une coordination de l’ensemble de ses mouvements en plus d’exiger une rapidité dans la tâche.